# الانتخابات الرئاسية السلوفاكية 2019
الانتخابات الرئاسية السلوفاكية 2019 هي الانتخابات الرئاسية السلوفاكية التي جرت في 2019، في سلوفاكيا، لانتخاب رئيس سلوفاكيا، فاز بالانتخابات زوزانا كابوتوفا.

## المرشحين
| المرشح          | الحزب                | عدد الأصوات |
| --------------- | -------------------- | ----------- |
| زوزانا كابوتوفا | Progressive Slovakia | 1,056,582   |
| ماروش شيفوفيتش  | سياسي مستقل          | 752,403     |